# Belsh
Belsh (albanska: Belsh med böjningsformen Belshi) är en ort och kommun i prefekturen Elbasan i Albanien. Den nuvarande kommunen bildades 2015 genom sammanslagningen av kommunerna Belsh, Fierzë, Grekan, Kajan och Rrasë. Kommunen hade 19 503 invånare (2011) på en yta av 196,44 km². Den tidigare kommunen hade 8 781 invånare (2011).